# Trace Cyrus
Trace Cyrus (Ashland, Kentucky, 1989. február 24. –) amerikai gitáros, énekes, a Metro Station nevű együttes frontembere, dalszerzője. From Backseats to Bedrooms néven saját ruházati cége van. Nevelőapja Billy Ray Cyrus country énekes, féltestvére a Hannah Montana című Disney-tévésorozat címszereplője Miley Cyrus színésznő/énekesnő.
Trace  négyéves koráig szülővárosában, Ashlandben élt, majd Nashville-be költöztek. Középfokú tanulmányait a La Cañada High School nevű kaliforniai gimnáziumban folytatta. Fiatalkorának nyarait Billy Ray turnéin töltötte. 2006-ban, tizenhét esztendősen alapította meg a Metro Station nevű együttest Mason Musso-val és Los Angelesbe költözött. A zenekarnak a Columbia Records ajánlott szerződést. Harmadik kislemezük a Shake It című számmal hozta meg nekik az áttörést 2008-ban, mikor a dal bekerült a Top 10-be a Billboard Hot 100 kislemezlistáján.

## Diszkográfia
- Metro Station (2007)

## Fordítás
- Ez a szócikk részben vagy egészben  a   Trace Cyrus című angol Wikipédia-szócikk fordításán alapul.  Az eredeti cikk szerkesztőit annak laptörténete sorolja fel. Ez a jelzés csupán a megfogalmazás eredetét és a szerzői jogokat jelzi, nem szolgál a cikkben szereplő információk forrásmegjelöléseként.
- Ez a szócikk részben vagy egészben  a   Metro Station(band) című angol Wikipédia-szócikk fordításán alapul.  Az eredeti cikk szerkesztőit annak laptörténete sorolja fel. Ez a jelzés csupán a megfogalmazás eredetét és a szerzői jogokat jelzi, nem szolgál a cikkben szereplő információk forrásmegjelöléseként.